# Corbu, Dondușeni
Corbu este un sat situat în nordul Republicii Moldova, în raionul Dondușeni.

## Geografie
Satul este amplasat în direcția est-vest în valea pârâului Corbi cu o lungime de 16 km, care se revarsă lângă satul Plop în râul Cubolta.
Spre nord-est, satul Corbu se mărginește cu Climăuți, spre est cu Plop, spre sud-est, la o distanță de 4 km, cu centrul raional Dondușeni, spre sud-vest cu satul Rediul Mare, spre vest cu Pivniceni, iar spre nord cu Cernoleuca.

## Istorie

### Perioada dominației otomane
Conform unei legende, ce pare a fi mai mult istorie orală, pe "Valea Corbilor" trecea cândva șleahul (drum de țară neamenajat) principal comercial dintre Iași și Moghilău, pe care furgoanele cu drumeți și mărfuri făceau popas la izvoarele de lângă o dumbravă de stejari, unde se doseau cârduri de corbi. Unii călători ar fi rămas să-și facă sălașe "la Corbi", de unde a și provenit numele actual al satului, toponimul vechi fiind "Andrieșeni". Nu este cunoscut când și cine a fost acest om de la care a rămas numele respectiv, mai mult în acte și uitat de lume. Siliștea Andreișeni, sau satul Corbu, printr-un hrisov semnat, la 12 aprilie 1620, de domnitorul Gașpar Grațiani, a fost dăruită lui Costea Busuioc, iar în 1673 localitatea e luată prin moștenire, de cucoana Ruxanda, nepoata lui Costea Busuioc. "Valea Andrieșeni" figurează în prima hartă topografică a acestor pământuri, acesta fiind la est de sat, sub pădure (Planul lui Schubert, 1868-1893, f. 27-6). Structura social-economică a localității, ca și toate celelalte din ținut, între timp continuă să păstreze caracterul medieval, iar în cultură apar elemente caracteristice epocii de tranziție de la medieval la modern.
În 1774 în satul Andreișeni, ținutul Soroca, s-au înregistrat 10 gospodării, printre care 8 capi de familie erau coloniști din ținutul Hotin. 

### Perioada Rusiei Țariste
Prin 1825–1853 localitatea a trecut în proprietatea boierului Brăiescu. În acest timp vin și se stabilesc cu traiul 16 familii din ținutul Hotin și 59 de familii din Secureni. Din Corbu 20 de familii pleacă în Valea Țarigradului. În 1879 în satul Corbu din Voloștea Climăuți, se întemeiază școala parohială, care avea 8 elevi și un singur învățător – Simion Davidcenco.
Prima biserică de lemn (cunoscută în acte), a fost construită în sat în 1749, iar a doua biserică, în 1808, aceasta fiind tot de lemn, precum indică vechea hartă topografică. În această vreme parohia localității avea în stăpânire 33 desetine de pământ. Biserica actuală, Sfânta cuvioasă Parascheva, a fost zidită între anii 1896-1902.
În 1904 „Corbu, sat în județul Soroca, așezat într-un hârtop al Văii Corbului, face parte din Volostea Climăuți, are 222 de case, 1.119 suflete de răzeși, biserica, școala elementară rusă, prisăci, grădini, 587 de vite mari" (Zamfir Arbore, Dicționarul geografic al Basarabiei). La sfârșitul sec. XIX la marginea satului erau 4 mori de vânt: 3 la est de biserică și una, de cealaltă parte a satului, pe malul opus al văii. Drumul poștal "Cernoleuca-Rediul Mare" străbătea satul prin fața bisericii (Planul lui Schubert, 1868-1893, f. 27-6). În 1907, în urma reformei lui Stolîpin, primesc moșii „uciastki”, care își întemeiază conace aici. În partea de nord a satului Corbu, un lot de pământ pe o suprafață de 11 desetine „Banca Țărănească” i-o vinde cetățeanului din Corbu, Ion Bantuș, care-și fondează aici o gospodărie experimentală seminceră și cătunul Pivniceni, numit la început Ociaska. Tot în acest timp, pe teritoriul Corbului își întemeiază un conac boieresc cucoana Alexandra Mavrocordat, de origine greacă și credință ortodoxă. 
Despre această femeie istoria a lăsat mai multe acte de binefaceri. Ea le dădea sătenilor loturi de pământ, îi ajuta să-și ridice acareturi, să-și procure vite și unelte agricole. În apropierea conacului a sădit un parc. Din inițiativa și cu suportul financiar al ei, în sat a fost construită Școala de arte și meserii. Tot Alexandra Mavrocordat dăruiește o parte din moșia satului Corbu, pentru întemeierea satului Pivniceni, ce trebuia făcută conform reformei lui Stolîpin, care pământ e jumătate din noua localitate.  
În 1914 în satul Corbu se înființează un punct agronomic condus de Gheorghe Macovschi.

### Perioada Regatului Român
În 1933 în sat se numărau 2.328 oameni. În anul de învățământ 1926–1927, la Școala județeană inferioară de meserii din Corbu, din 75 de elevi înmatriculați, 19 elevi îmbrățișau profesia de tâmplari, 12 de rotari, 9 de turnători, 14 de fierari, iar 23 se familiarizau cu profesia de lăcătuș.
O influență în direcția lărgirii aspectului social-economic al satului îl aveau Alexandra Mavrocordat, Dumitru Bolteanu, Anton Antonevici și Alexandru Golechi, care dispuneau fiecare de câte 100 ha de pământ.

### Al Doilea Război Mondial
În anii 1940, satul a pierdut aproape 600 de vieți omenești. Din cei 250 bărbați ai satului trimiși pe front, 46 au căzut în lupte, iar majoritatea din cei reîntorși au avut de suferit în urma rănilor de diferite grade. 

### Perioada Sovietică
În cadrul deportărilor din vara anului 1949, din satul Corbu au fost exilați în Siberia 97 de oameni. 
În anii 1949–1950 în sat se organizează colhozul – o formă nouă de dezvoltare a gospodăriei agricole. La început erau 2 colhozuri conduse de S. I. Cervatiuc și Petru Tincu: „Biruința” și „Miciurin”. La sfârșitul anilor 1950, colhozurile s-au unit și, împreună cu colhozul din satul Pivniceni, au format o gospodărie mixtă de creșterea și producerea nutrețurilor, condusă cea mai lungă perioadă de președintele Stanislav Maznic. Indicii economici din ramurile principale ale gospodăriei (creșterea și producerea cărnii de vită, creșterea sfeclei de zahăr, tutun, floarea soarelui, pomicultura și legumicultura) erau destul de înalți pe plafonul raionului Dondușeni, deseori erau evidențiați și în republică. 
În perioada prigoanei sovietice, biserica din Corbu nu a fost închisă. În această vreme a slujit mulți ani preotul Casian (Coțaga).

### După declarare Independenței
La 1 ianuarie 1989 în satul Corbu locuiau 2.424 de locuitori, iar la 1 ianuarie 2002, în sat locuiau 1.897 de oameni.

## Demografie

### Structura etnică
Structura etnică a satului conform recensământului populației din 2004:
| Grup etnic         | Populație | % Procentaj |
| ------------------ | --------- | ----------- |
| Moldoveni / Români | 1.550     | 95,74%      |
| Ucraineni          | 53        | 3,27%       |
| Ruși               | 12        | 0,74%       |
| Găgăuzi            | 1         | 0,06%       |
| Alții              | 3         | 0,19%       |
| Total              | 1.619     | 100%        |

## Administrație și politică
Componența Consiliului local Corbu (9 consilieri), ales la 5 noiembrie 2023, este următoarea:
|  | Partid                                       | Consilieri | Componență | Componență | Componență | Componență | Componență |
|  | -------------------------------------------- | ---------- | ---------- | ---------- | ---------- | ---------- | ---------- |
|  | Partidul Socialiștilor din Republica Moldova | 5          |            |            |            |            |            |
|  | Partidul Acțiune și Solidaritate             | 4          |            |            |            |            |            |

## Societate
În sat funcționează gimnaziul „Oleg Pupeza”, Școala profesională tehnică, grădinița „Andrieș”, 3 biblioteci, o moară și o oloiniță. Gimnaziul din sat a fost absolvit de 394 de elevi. Printre absolvenți se numără Petru Ion Iarovoi, Om Emerit al RM, doctor habilitat în medicină, fost locțiitor al Ministrului Sănătății din RM, Șef al laboratorului Epidemiologia Hepatitelor virale al CNGPMP, profesor universitar și Dumitru Gortolomei, doctor habilitat în economie, profesor universitar la Academia de Studii Economice.